# Росцинно
Росцинно (пол. Rościnno, нім. Hammerfeld) — село в Польщі, у гміні Скоки Вонґровецького повіту Великопольського воєводства.
Населення — 216 осіб (2011).
У 1975-1998 роках село належало до Познанського воєводства.

## Демографія
Демографічна структура станом на 31 березня 2011 року:
|          | Загалом | Допрацездатний вік | Працездатний вік | Постпрацездатний вік |
| -------- | ------- | ------------------ | ---------------- | -------------------- |
| Чоловіки | 107     | 22                 | 81               | 4                    |
| Жінки    | 109     | 27                 | 67               | 15                   |
| Разом    | 216     | 49                 | 148              | 19                   |